# درایوسنتری
درایوسنتری (به انگلیسی DriveSentry) یک نرم‌افزار ضدویروس است که توسط شرکت DriveSentry Inc برای حفاظت کاربران سیستم‌عامل ویندوز در برابر بدافزارها ارائه شده‌است. این نرم‌افزار برای استفاده‌های شخصی، رایگان می‌باشدالبته استفاده از برخی ویژگی‌های بیشتر آن نیازمند پرداخت پول می‌باشد.

## شرکت ارائه دهنده
درایوسنتری یک شرکت امنیتی رایانه است که در سال ۲۰۰۵ تأسیس شد. دفتر مرکزی شرکت در کالیفرنیا قراردارد. البته کارهای اصلی شرکت از ناتینگهام انگلستان صورت می‌گیرد. کاراصلی شرکت بر روی تکنولوژی دیوار آتش درایوها متمرکز شده‌است و از اینرو اولین دیوار آتش برای هارد دیسک‌ها توسط این شرکت اختراع و ارائه‌گردید. از سال ۲۰۰۵ همچنین این شرکت فعالیت‌هایش را در زمینه ضدویروسها گسترش داده‌است.

## روش‌های شناسایی
درایوسنتری یک ویروس اسکنر بلادرنگ و درتقاضا دارد که با استفاده از روش‌های زیر یک برنامه حاوی ویروس را قبل از اجراشدن شناسایی می‌کند.
۱-لیست سفید:برنامه‌ها ابتدا با یک لیست از برنامه‌های مورد اطمینان و معتبر کنترل می‌شوند. در صورتی‌که برنامه در این لیست وجود داشته‌باشد اجازه اجرای بدون محدودیت به آن داده می‌شود.
۲-لیست سیاه:در صورتی‌که برنامه در لیست سفید وجود نداشته‌باشد با استفاده از پایگاه اطلاعاتی به‌روزشده ضدویروس که اطلاعات مربوط به ویروسها در آن ثبت شده، فایل مورد 
بررسی قرارگرفته و در صورتی‌که فایل سعی در دستیابی به سیستم را داشته‌باشد به قرنطینه منتقل می‌شود. 
۳-شناسایی هوشمندانه:این ویژگی، رفتار برنامه‌ها را با رفتار برنامه‌های مخرب مقایسه‌کرده و در صورت تطابق، فایل‌های مشکوک را شناسایی می‌کند.
۴-داده‌های کاربران:درایوسنتری اطلاعات فرستاده شده توسط کاربران را جمع‌آوری و ذخیره می‌کند و فایل‌های مشکوک ارسالی را بررسی می‌کند و در صورت تشیخص آن به عنوان بدافزار آن‌را به پایگاه
اطلاعاتی ضدویروس اضافه می‌کند. 